# Sandro Mendes
Sandro Miguel Laranjeira Mendes (Pinhal Novo, Portugal, 4 de febrero de 1977) es un exfutbolista y entrenador caboverdiano, de origen portugués. Desde octubre de 2019 se encuentra sin equipo tras ser destituido del Vitória Setúbal de Portugal.

## Trayectoria
Sandro tuvo constantes problemas extradeportivos en el Hércules CF, donde llegaron a contratar un detective personal para que le siguiera en su vida privada.

## Selección nacional
Ha sido internacional con la selección de fútbol de Cabo Verde, ha jugado 9 partidos internacionales y no ha anotado ningún gol.

## Clubes

### Como jugador
| Club                     | País     | Año       |
| ------------------------ | -------- | --------- |
| Vitória Setúbal          | Portugal | 1994-1995 |
| Hércules CF              | España   | 1995-1998 |
| Villarreal CF            | España   | 1998-1999 |
| UD Salamanca             | España   | 1999-2000 |
| Vitória Setúbal          | Portugal | 2000-2005 |
| FC Porto                 | Portugal | 2005      |
| Manisaspor               | Turquía  | 2005      |
| Vitória Setúbal          | Portugal | 2006-2009 |
| Atlético Ceuta           | España   | 2010-2011 |
| Associação Naval 1º Maio | Portugal | 2011-2012 |

### Como entrenador
| Club             | País         | Año       |
| ---------------- | ------------ | --------- |
| Vitória Setúbal  | Portugal     | 2019      |
| Amora            | Portugal     | 2021-2022 |
| CA Pero Pinheiro | Portugal     | 2023      |
| Al-Nassr (F)     | Arabia Saudí | 2024-act. |